# Смуга осілості

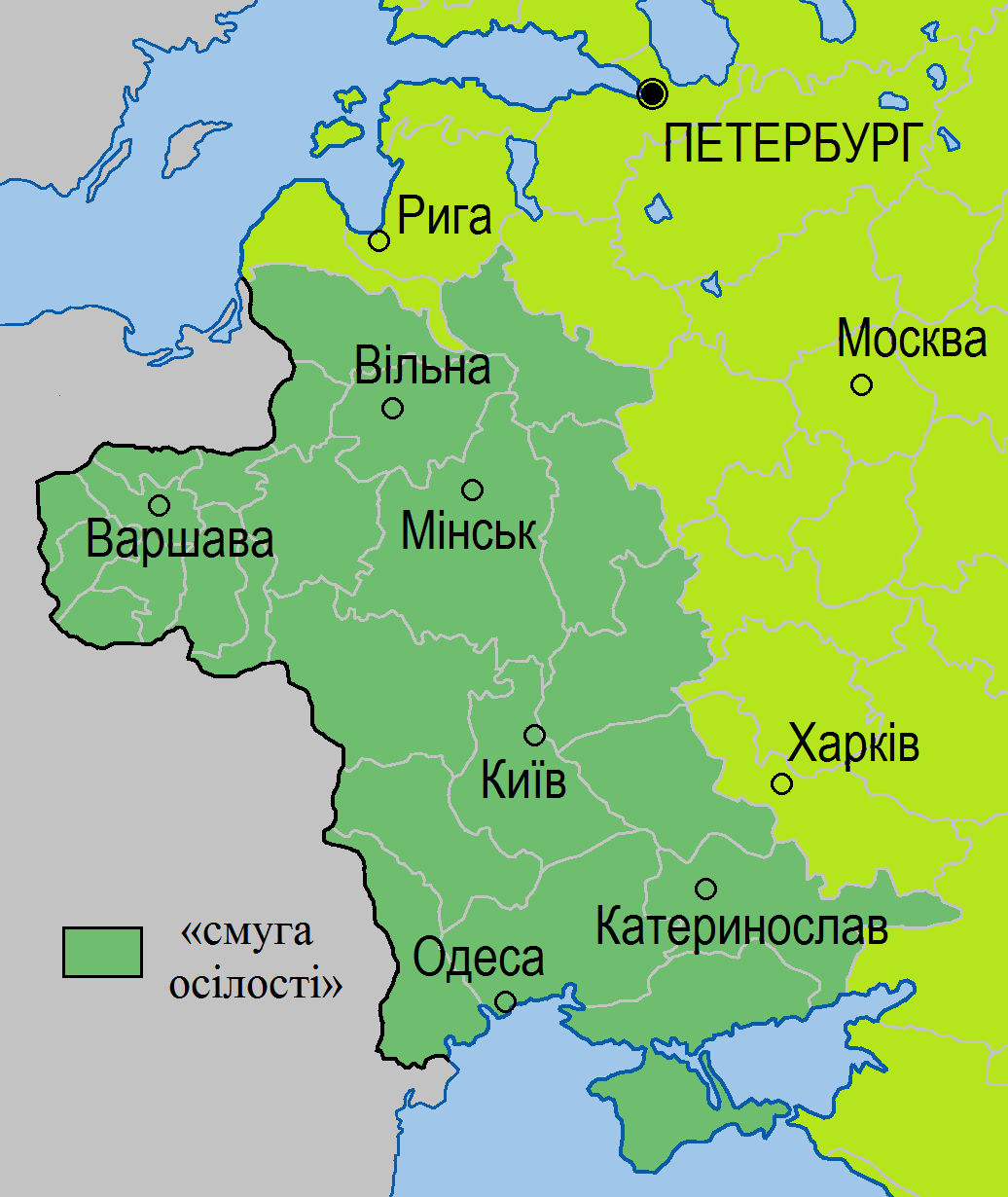
Мапа смуги осілості

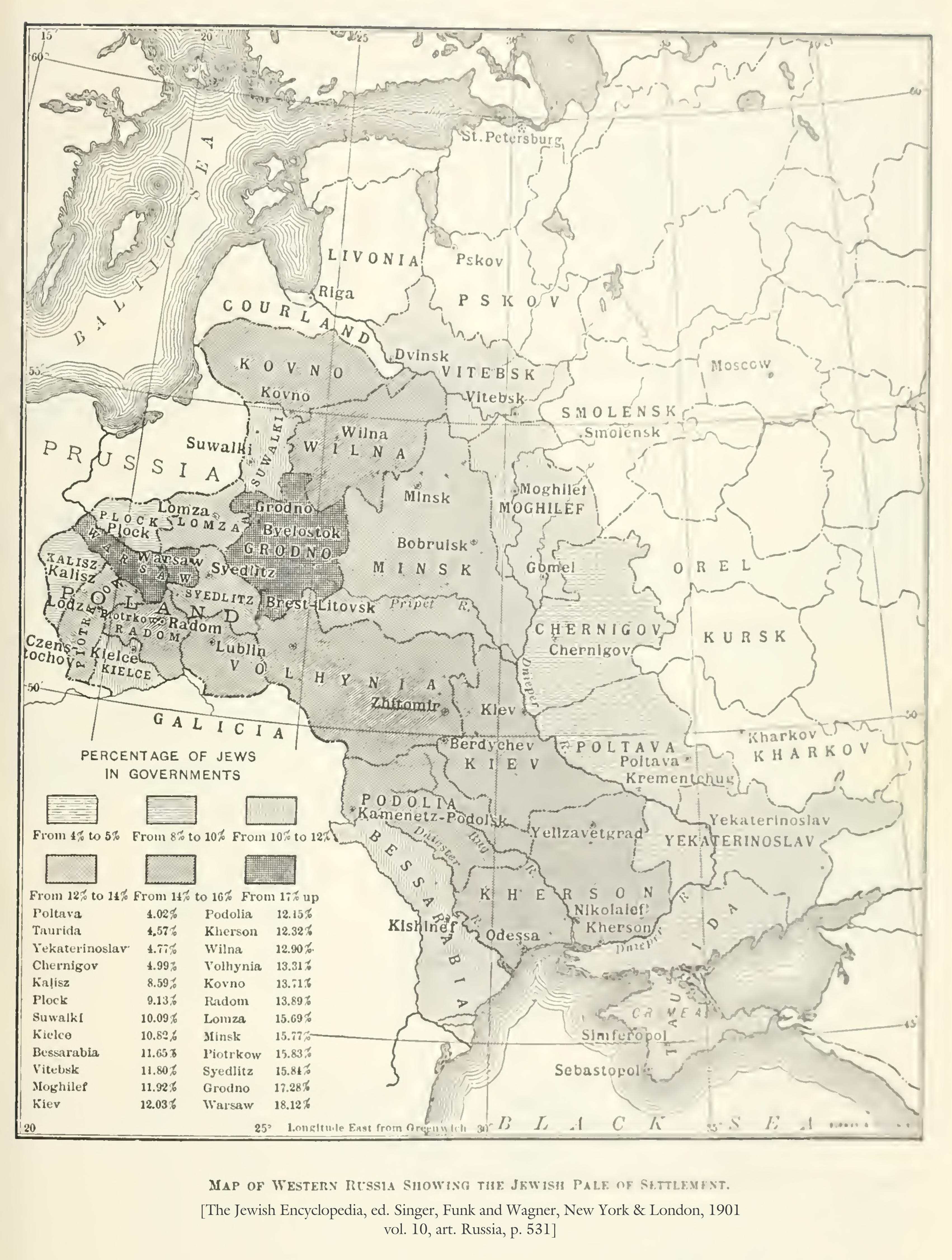
Map showing the percentage of Jews in the Pale of Settlement and Congress Poland, The Jewish Encyclopedia (1905).jpg

Межа, або смуга осілості (рос. Черта оседлости) — територія компактного проживання євреїв у Російській імперії, визначена імперським урядом з метою запобігання їх проникнення у внутрішні губернії, і захисту тамтешніх підприємців від єврейської конкуренції. У 1791 р. після скарг московського і смоленського купецтва та звинувачення євреїв у «підриві торгівлі» Катерина II визначила особливим списком місцевості, за межами яких юдеям не дозволялося проживати.
Водночас — це також система преференційних і заохочувальних юридичних норм, що надавали право повсюдного мешкання в Російській імперії окремим («корисним» в очах центральної влади) групам єврейського населення, чий досвід мав слугувати прикладом для наслідування єврейському загалові.
Вперше смуга осілості була визначена відповідно до указу 1791 року. До неї увійшли Катеринославська, Київська, Волинська, Подільська, Херсонська, Таврійська, Чернігівська, Полтавська, Мінська, Віленська, Бессарабська, Астраханська та Кавказька губернії, а також Курляндія. Оскільки три останні в 1829 та 1835 роках були виключені з-поміж регіонів, де євреї могли б селитися, то вони зосереджувалися переважно в західних губерніях та в Україні.
За Миколи І євреї були обмежені у праві проживання в містах. Їм не дозволялося селитися в Києві, Миколаєві, Севастополі та в козацьких і державних селах Полтавщини. У багатьох містах виникли спеціальні квартали, в яких мали мешкати лише євреї.
Єврейське населення в українських губерніях смуги осілості у другій половині XIX століття постійно зростало і на 1880 рік становило понад 1,5 мільйонів осіб, або ж більше половини загальної їх кількості в смузі осілості всієї Росії, та половина єврейського населення України мешкала у містечках. На початку XX століття смуга осілості залишалася, але багато євреїв уже мешкали за її межами. Проіснувала до 1917 року.

## Географія смуги осілості
У смугу осілості входили спеціально відведені містечка в таких губерніях:
1. Бессарабська;
2. Віленська;
3. Вітебська, включаючи Себезький і Невельський повіти (нині — частина Псковської області, Велізький повіт (в даний час — частина Смоленської області) і три Інфлянтських повіти (зараз — частина Латвії);
4. Волинська;
5. Гродненська;
6. Катеринославська;
7. Київська (зі смуги осілості був виключений Київ, проте євреям дозволялося жити тільки в деяких частинах міста);
8. Ковенська;
9. Мінська;
10. Могилівська;
11. Подільська;
12. Полтавська;
13. Таврійська (зі смуги осілості були виключені Ялта та Севастополь);
14. Херсонська (зі смуги осілості був виключений Миколаїв);
15. Чернігівська, включаючи Суразький, Мглинський, Новозибковський і Стародубський повіти (в даний час у складі Брянської області).
16. Царство Польське

Єврейськомовне населення у губерніях смуги осілості за переписом 1897 року:
| №  | Губернія         | Єврейськомовне населення 1897 | Частка серед всього населення | Частка серед міського населення | Частка серед сільського населення |
| -- | ---------------- | ----------------------------- | ----------------------------- | ------------------------------- | --------------------------------- |
| 1  | Гродненська      | 278 542                       | 17,4 %                        | 57,7 %                          | 9,8 %                             |
| 2  | Мінська          | 343 466                       | 16,0 %                        | 58,8 %                          | 11,0 %                            |
| 3  | Ковенська        | 212 028                       | 13,7 %                        | 43,1 %                          | 10,7 %                            |
| 4  | Царство Польське | 1 267 194                     | 13,5 %                        |                                 |                                   |
| 5  | Волинська        | 394 774                       | 13,2 %                        | 50,8 %                          | 10,0 %                            |
| 6  | Віленська        | 202 374                       | 12,7 %                        | 43,1 %                          | 8,4 %                             |
| 7  | Подільська       | 369 306                       | 12,2 %                        | 46,1 %                          | 9,6 %                             |
| 8  | Київська         | 430 489                       | 12,1 %                        | 31,0 %                          | 9,3 %                             |
| 9  | Могилівська      | 203 507                       | 12,1 %                        | 52,4 %                          | 8,2 %                             |
| 10 | Бессарабська     | 228 168                       | 11,8 %                        | 37,2 %                          | 7,3 %                             |
| 11 | Херсонська       | 322 537                       | 11,8 %                        | 28,4 %                          | 5,1 %                             |
| 12 | Вітебська        | 174 240                       | 11,7 %                        | 52,1 %                          | 4,9 %                             |
| 13 | Чернігівська     | 113 787                       | 5,0 %                         | 26,0 %                          | 2,8 %                             |
| 14 | Катеринославська | 99 152                        | 4,7 %                         | 26,0 %                          | 2,0 %                             |
| 15 | Полтавська       | 110 352                       | 4,0 %                         | 29,3 %                          | 1,2 %                             |
| 16 | Таврійська       | 55 418                        | 3,8 %                         | 11,8 %                          | 1,8 %                             |
|    | Всього           | 4 805 334                     | 11,4 %                        |                                 |                                   |
|    |                  |                               |                               |                                 |                                   |

## Практика застосування обмежень по смузі осілості в різний час
Навіть тимчасовий виїзд зі смуги осілості для євреїв був ускладнений. Проживання євреїв відповідно до указу про межі осілості дозволялося лише в спеціально обумовлених містах і містечках, але не в сільській місцевості. Результатом цих обмежень, а також обмежень у виборі професії, стала надзвичайна скупченість єврейських ремісників та їх родин в містечках в межах смуги осідлості.
Заборона не поширювалася лише на купців першої гільдії (але тільки після 10-річного перебування в гільдії в межах смуги осілості), осіб з вищою освітою, середній медичний персонал; цехових ремісників (записаних в ремісничі цехи — архаїчні станові установи); відставних нижніх чинів, які прийшли на службу за рекрутським набором.
Необхідно зауважити, що вступ до першої гільдії було можливим при виконанні двох умов: отримання промислового свідоцтва певного розряду (на початок XX століття коштувало 500 рублів в рік) та отримання гильдейського свідоцтва (на початок XX століття — 75 рублів в рік); ані фактичне заняття будь-якою промисловою або комерційною діяльністю, ні згода самої гільдії на вступ не були потрібні. Таким чином, вступ до першої гільдії по суті являло можливість зняти з себе обмеження в проживанні за умови сплати близько 6000 рублів і десятирічного очікування, що було неприйнятно дорого для більшості євреїв.
Інші способи вирватися з смуги осілості — отримання освіти і приписка до ремісничого цеху — були пов'язані зі своїми складнощами. У вищих навчальних закладах з 1880-х років діяла процентна норма — допустимий максимум студентів-євреїв (3 % в столицях, 5 % в інших містах, 10 % в смузі осілості). Ремісничі цехи в усіх містах смуги осілості, крім Одеси, в 1880-х були розпущені.
В переносному сенсі поняття «смуга осілості» стало синонімом політики державного антисемітизму, особливо в другій половині XIX століття. Антисемітизм цей ґрунтувався на релігійній нетерпимості та, в більшості випадків, не поширювався на хрещених євреїв. Заборона на заняття сільським господарством, обмеження при прийомі в гімназії та університети, напівофіційне ставлення до євреїв як до обмежених у правах громадянам — все це вело, з одного боку, до зростання міграції євреїв в Сполучені Штати Америки, сільськогосподарської колонізації ними Аргентини та Палестини, з іншого, — до радикалізації людей, що підживлювали революційні організації і партії. Багато діячів культури критикували політику заборони. В. Г. Короленко в повісті «Брати Мендель» писав: «Смуга осілості існувала, як даний факт, непорушний і не такий що не піддається критиці. Я не пам'ятаю навіть, щоб саме слово „смуга осілості“ коли-небудь вживалося в той час». Драматург Давид Бенара (Маневич) в своїй п'єсі 1907 року «Пасинки життя» жорстоко критикував смугу осілості і назвав євреїв «пасинками Росії».
Фактично смуга осілості припинила існування 19 серпня 1915 року, коли керуючий Міністерством внутрішніх справ дозволив, з причини надзвичайних обставин воєнного часу, проживання євреїв у міських поселеннях поза смуги осілості, за винятком столиць і місцевостей, що знаходяться у віданні міністрів імператорського двору і військового (тобто, палацових передмість Санкт-Петербурга і всієї прифронтової смуги). Скасування смуги осілості не було пом'якшенням політики стосовно євреїв, навпаки, значна частина смуги осілості потрапила в прифронтову зону, і уряд вважав, що євреї, що розглядалися ним як неблагонадійний елемент, представлятимуть меншу небезпеку в інших місцевостях.
Смуга осілості була скасована Тимчасовим урядом після Лютневої революції, хоча фактично після початку Першої світової війни близько 500 000 євреїв було насильно виселено з прифронтових північних губерній і переселено в інші губернії Росії, головним чином Катеринославську, Херсонську та Подільську.